# Bernard Galler
Bernard A. Galler (Chicago, 3 de outubro de 1928 — Ann Arbor, 4 de setembro de 2006) foi um matemático e informático estadunidense.
Trabalhou na Universidade de Michigan, onde esteve envolvido no desenvolvimento de sistemas operacional de grande escala e linguagens de computação, incluindo a MAD (linguagem de programação) e o sistema operacional Michigan Terminal System.
Estudou na Universidade de Chicago, onde obteve um B.Sc. em matemática em 1947, seguido de um M.Sc. na Universidade da Califórnia em Los Angeles e um Ph.D. na Universidade de Chicago em 1955, orientado por Paul Halmos e Marshall Harvey Stone. Trabalhou então no Departamento de Matemática da Universidade de Michigan (1955), onde lecionou o primeiro curso de programação de computadores (1956) usando um IBM 704. Galler ajudou a desenvolver a linguagem MAD (Michigan Algorithm Decoder) (1959 - ), usada em diversas universidades. Organizou o Communication Sciences Department (1965), renomeado Computer Sciences (CS), que tornou-se o Computer and Communications (CCS) (1984), depois Computer Science Department na década de 1970, onde aposentou-se em 1994.
Em suas aulas desenvolveu um programa de agendamento em tempo real denominado Computer Registration Involving Student Participation (CRISP), que possibilitava aos alunos registrarem-se para as aulas sem necessitarem aguardar em filas. A universidade usou o CRISP durante mais de quinze anos.
De 1968 a 1970, o Prof. Galler foi presidente da Association for Computing Machinery (ACM). Em 1994 foi induzido como fellow da ACM. Foi editor fundador do periódico IEEE Annals of the History of Computing (1979-1987). Foi também presidente do Software Patent Institute (1992). Durante quinze anos atuou como perito em diversos processos judiciais envolvendo questões sobre software.